# Довбор-Мусницький Йосип Романович
Йосип Романович Довбор-Мусницький (рос. Иосиф Романович Довбор-Мусницкий; польська. Józef Dowbor-Muśnicki; 25 жовтня 1867, с. Старий Ґарбув, Королівство Польське — 26 жовтня 1937, Баторово, Польща) — учасник Російсько-японської та Першої світової воєн.

## Життєпис

### Походження і навчання
Йосип Романович народився 25 жовтня 1867 року у польському селі Старий Ґарбув поблизу Сандомиру в родині Романа Мусніцького, який походив з литовської сім'ї Довуборів, які проживали у тих краях з XVII ст.
До десятирічного віку він навчався вдома під керівництвом гувернантки, а потім ходив навчатися до вчителя з села Ґури-Високі. Після закінчення 4-го класу він був прийнятий до Миколаївського кадетського корпусу у Петербурзі, який закінчив У 1886 році. Наступним етапом навчання був Костянтинівське військове училище в Санкт-Петербурзі. Після закінчення в 1888 р. в чині лейтенанта почав служити в 140-му Зарайському піхотному полку в Костромі. З 1896 служив у 11-му гренадерському полку в Ярославі. В 1899 році, після складання іспитів, він почав навчання в Миколаївській академії генерального штабу в Санкт-Петербурзі, яку закінчивши в 1902 році і був направлений в Зарайський 140-й піхотний полк (26 жовтня 1902 р. — 11 любого 1904 р.).

### Російсько-японська війна 1904—1905 рр.
Брав участь у Російсько-японській війні, де служив у 1-му Сибірському армійському корпусі обер-офіцером для особливих доручень. 6 грудня 1904 р. підвищений до підполковника.

### Перша світова війна
Війну розпочав на посаді Командира 14-го Сибірського стрілецького полку. З 3 вересня 1915 — генерал для доручень при командуючому 1-ю армією. З 25 лютого 1916 р. — командувач 123-ю, а з 7 листопада 1916 р. — 38-ю піхотною дивізією. У період з квітня по липень 1917 року — командир 38-го армійського корпусу. Згодом був підвищений до генерал-лейтенанта.

### Перший Польський корпус
8—22 червня 1917 р. у Петрограді відбувся Перший з'їзд польських військових, на якому було створено Верховний польський військовий комітет, якому, у свою чергу, Тимчасовим урядом Росії дано дозвіл на створення одного польського корпуса. Командуючим 1-м польським корпусом було призначено Генерала Йосипа Романовича Довбур-Мусницького.

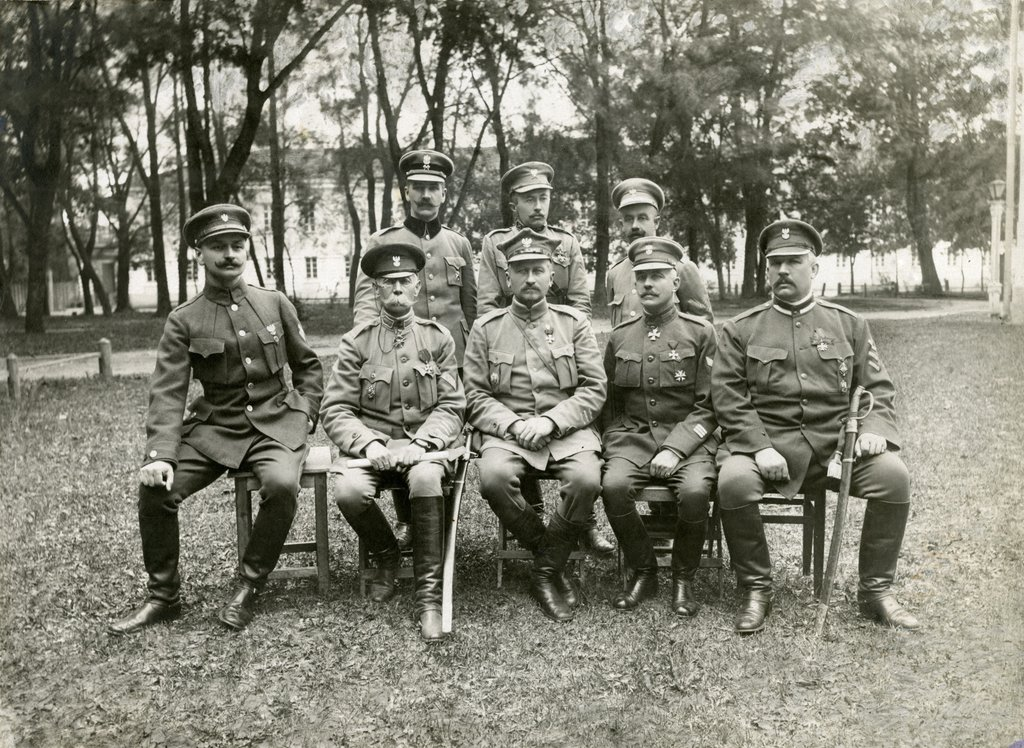
Генерал Довбор-Мусницький та штаб I Польський корпус. 1918 г.

До кінця грудня 1917 р. польський корпус складався вже з 12 стрілецьких полків, 3 уланських полків і важкої артилерії.

### Розрив з радянською Росією
Після більшовицького перевороту (Жовтневої революції) оголосив про нейтралітет корпусу до внутрішньої боротьби в Росії. Однак 21 січня (3 лютого) командувач Західним фронтом А. Ф. М'ясников віддав наказ про розформування корпусу і демобілізації солдатів і офіцерів. На отриману відмову на початку лютого 1918 р. Червона армія для придушення заколоту кинула частини латиських стрільців, які на той час перейшли на сторону більшовиків і матросів балтійського флоту, під командуванням І. І. Вацетіса і І. П. Павлуновського.
На початку бойових дій 1-ша польська дивізія зазнала невдачі у Рогачова, 2-га і 3-тя дивізії були змушені відійти до Бобруйська та Слуцька. Однак потім за підтримки німецьких військ і загонів Білоруської ради корпус перейшов у наступ і 20 лютого 1918 р. взяв Мінськ. За угодою з німецьким командуванням корпус залишався у Білорусі, де виконував функції окупаційних військ.

### Польська народна армія
Після Укладання Брестського мирного договору у березні 1918 р., однією з умов якого було повне роззброєння польських легіонів, Довбор-Мусницький був змушений розформувати корпус та повернутися в окуповану Польщу.
У Познані 27 грудня 1918 року почалося Великопольське повстання, у якому він взяв участь і 8 січня 1919 року був призначеним головнокомандувачем повстання. Вміло вів бойові дії з Німеччиною. Був одним із найвпливовіших політичних супротивників Пілсудського і претендував на провідне становище в післявоєнній Польщі. Однак у цій боротьбі переміг Пілсудський і Довбор-Мусницький.

### Повоєнні роки
У квітні 1920 року він відмовився прийняти посаду командувача 4-ю армією, а 6 жовтня 1920 р. він був переведений в запас і 31 березня 1924 р. пішов у відставку.
Помер від серцевих захворювань 26 жовтня 1937 року в Баторуві. Він був похований у сімейній гробниці на кладовищі в Лусово, де у 2015 році встановлений пам'ятник.
Мав чотирьох дітей. Старша донька генерала Яніна Левандівська, планеристка і льотчиця-аматорка, стала єдиною жінкою — жертвою Катинського розстрілу. Молодша дочка Агнешка Довбор-Мусніцкого була розстріляна німцями у 1940 році в Пальмірі.
З 20 березня 1996 року 17-та Великопольська механізована бригада в м. Мендзижеч носить ім'я генерал-лейтенанта Йозефа Довбор-Мусницького.

### Сім'я
Мав чотирьох дітей: Гедиміна, Ольгерда, Яніну і Агнешку.
Яніна (1908-1940, у шлюбі Левандовська) була відомою авіаторкою, була розстріляна НКВС у Катині. Агнешка (1909-1940) була розстріляна німецькими окупантами того ж 1940 р. за участь у підпільній діяльності.

## Світлини

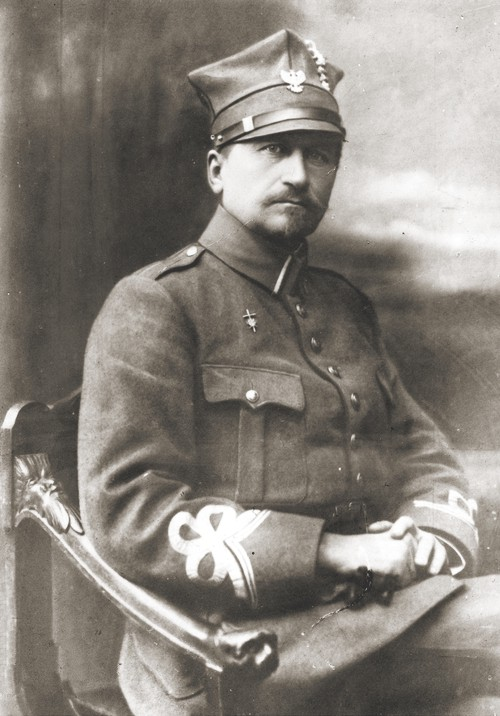
Командир армії
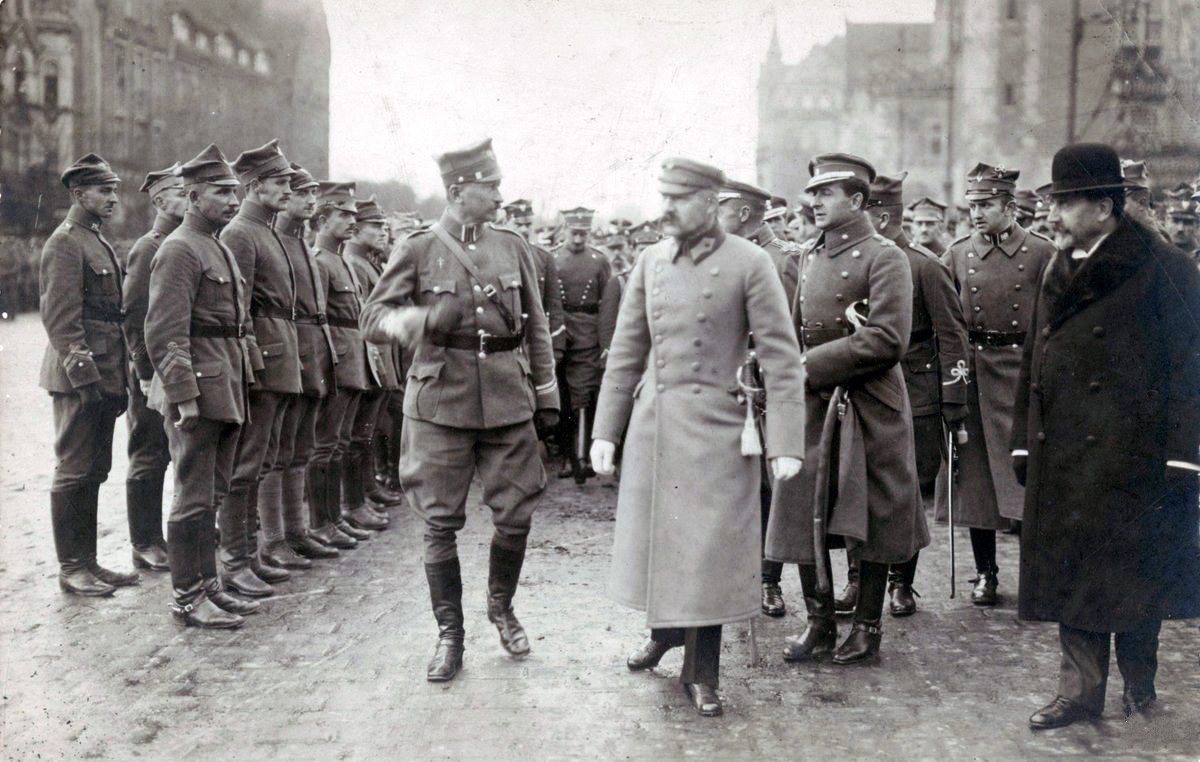
Юзеф Пілсудський під час свого візиту в Познань 27 січня 1919 р. Ліворуч: генерал Довбор-Мусницький, праворуч майор Болеслав Венява-Длугошовський, Владислав Сейда (у цивільному).
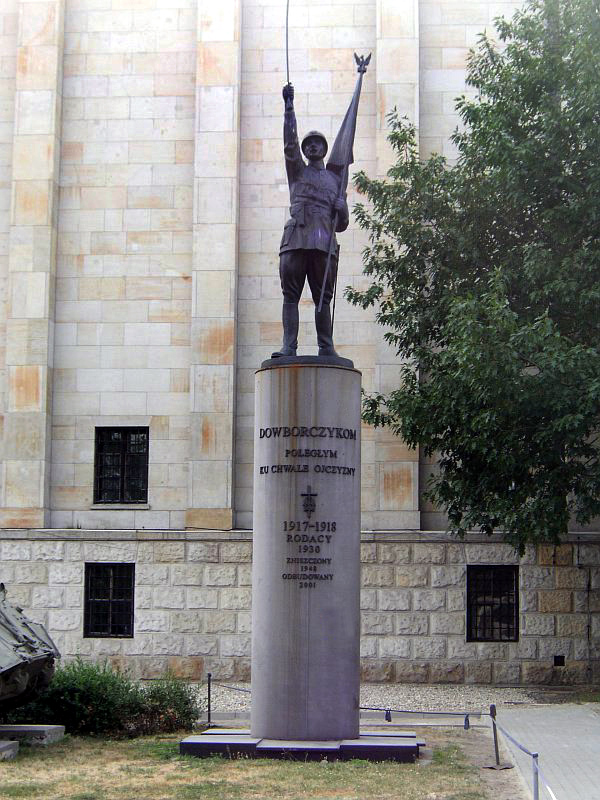
Пам'ятник бійцям Довбора-Мусницького, зруйнованого комуністами в 1948 році, відновлено у 2001 році.
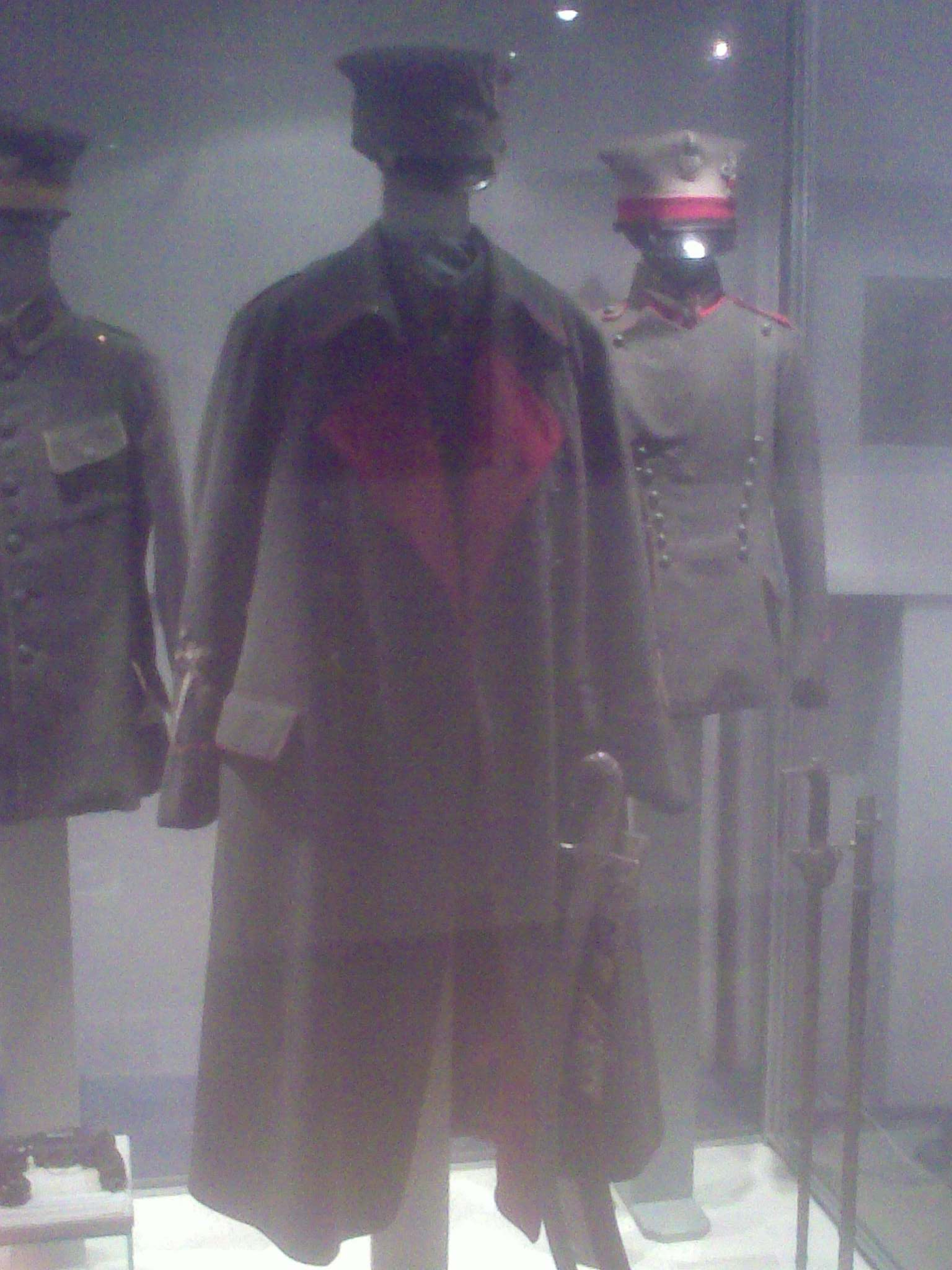
Форма генерала Довбор-Мусницького, командира Великопольської армії, з колекції Музею польської армії у Варшаві.
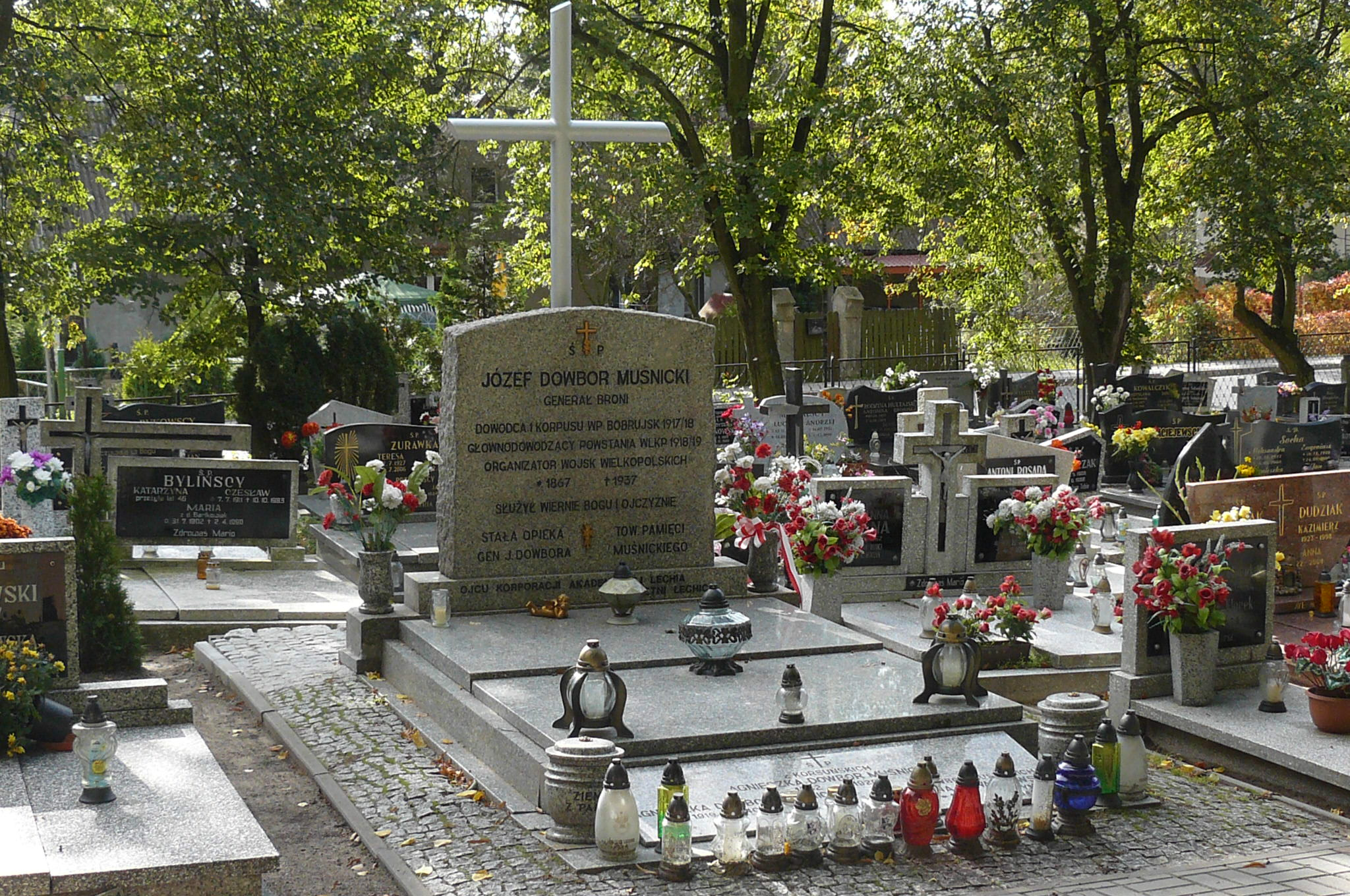
Гробниця родини Довбор-Мусницьких у Лусово

### Кар'єра
- Підпоручик (09.08.1888)
- Поручик (07.08.1891)
- Штабс-капітан (06.05.1900)
- Капітан (06.05.1901)
- Підполковник (06.12.1904)
- Полковник (1914)
- Генерал (березень 1919)